# Навбахор (Раштский район)
Навбахор (тадж. Навбаҳор) — село в Раштском районе Таджикистана. Входит в состав сельской общины (джамоата) Хоит. Расстояние от села до центра района (пгт Гарм) — 54 км, до центра джамоата (село Хоит) — 10 км. Население — 163 человек (2017 г.), таджики. Население в основном занято сельским хозяйством.